# Adriana Lessa
Adriana Victor Lessa (n. 1 februarie 1971, Guarulhos, São Paulo, Brazilia) este o actriță, cântăreață, prezentator și radiodifuzor brazilian.
Înainte de a începe să lucreze ca actriță în anul 1986 cu regizorul de teatru Antunes Filho, Adriana a fost atlet și a participat la echipa de volei a Sport Club Corinthians Paulista și a echipei de atleți din orașul Guarulhos.
În TV, a debutat în Araponga, în TV Globo, începând alte câteva lucrări. După ceva timp, Adriana a câștigat un rol în miniseria Chiquinha Gonzaga, dar marele succes a venit cu Naná, în romanul Terra Nostra. În TV Globo au făcut, de asemenea, Aquarela do Brasil, Clona și Stăpâna destinului.

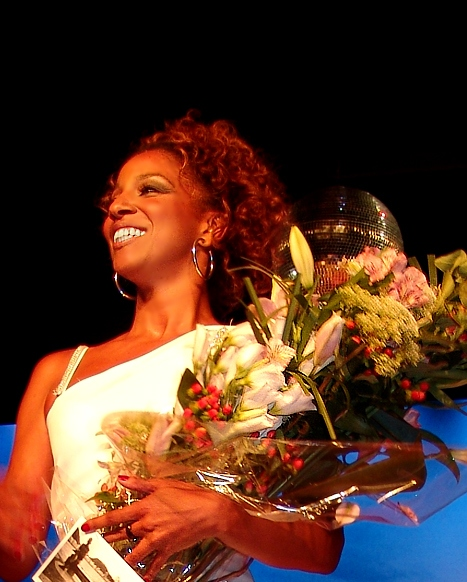
Adriana Lessa

A lansat programul TV Fama împreună cu Nelson Rubens și Íris Stefanelli pe RedeTV! din 2006 până în 2010.
Ea a fost singura braziliană care a participat la muzica Folies Bergère din Las Vegas, la invitația programului Amaury Jr.
În 2010 a semnat un contract cu SBT pentru a acționa în noile Corações Feridos. În 2012, sa întors la Globo, cu programul Na Moral, unde a realizat o docudrama.